# 대한민국의 보물 (1990년대 전반)

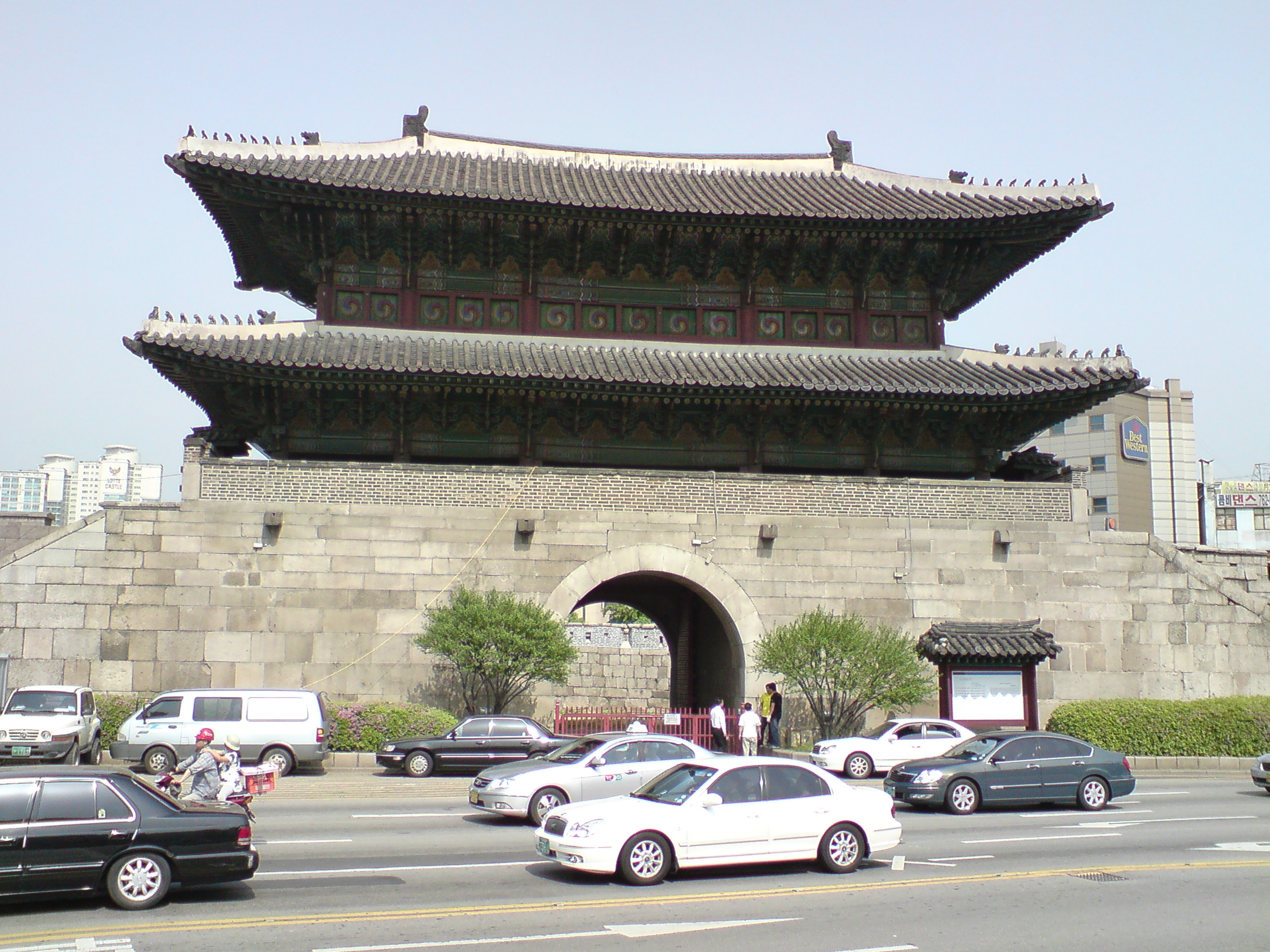
보물 제1호 흥인지문

대한민국의 보물(大韓民國 寶物)은 목조 건축물, 석조 건축물, 전적류, 서적류, 고문서, 회화, 조각류, 공예품, 고고자료, 무구(巫具) 등 대한민국의 유형문화재 가운데 중요한 것을 국가에서 지정한 것이다. 국보와 보물의 중요성과 가치 우열을 가리기는 어렵지만, 국보급의 문화재가 그 분야, 그 시대를 대표하는 유일무이한 것이라면 보물급에 속하는 문화재는 그와 유사한 문화재로서 대한민국 문화를 대표하는 유물이라고 할 수 있다.

## 지정 목록

### 1990년 지정
| 번호     | 사진 | 명칭 | 소재지                                                                      | 관리자 (단체)           | 지정일                                                                                     | 참조 |
| 1018호   |      | 광산김씨 예안파 종가 고문서 (光山金氏 禮安派 宗家 古文書) (Documents of the Yean Branch of the Gwangsan Kim Clan)                                                                       | 경북 안동시                                                                 | 김방식                  | 1990년 3월 2일 지정                                                                        |      |
| 1019호   |      | 광산김씨 예안파 종가 전적 (光山金氏 禮安派 宗家 典籍) (Books of the Yean Branch of the Gwangsan Kim Clan)                                                                               | 경북 안동시 와룡면 오천리 385                                               | 김방식                  | 1990년 3월 2일 지정                                                                        |      |
| 1020호   |      | 김광려 삼남매 화회문기 (金光礪 三男妹 和會文記) (Records of Property Inheritance of Kim Gwang-ryeo and His Siblings)                                                                    | 경남 진주시 남강로 626-35, 국립진주박물관 (남성동,진주성)                   | 국립진주박물관          | 1990년 3월 2일 지정                                                                        |      |
| 1021호   |      | 산청 석남암사지 석조비로자나불좌상 (山淸 石南巖寺址 石造毘盧遮那佛坐像) (Stone Seated Vairocana Buddha from Seongnamam Hermitage Site, Sancheong)                                       | 경남 산청군 삼장면 대하내원로 256, 내원사 (대포리)                          | 내원사                  | 1990년 3월 2일 지정, 2010년 8월 25일 명칭 변경, 2016년 1월 7일 해제, 국보 제233-1호로 승격 |      |
| 1022호   |      | 청자 상감동채연화당초용문 병 (靑磁 象嵌銅彩蓮花唐草龍文 甁) (Celadon Bottle with Inlaid Lotus, Scroll, and Dragon Design in Underglaze Copper)                                          | 서울 관악구 남부순환로152길 53, 호림박물관 (신림동,호림박물관)              | 호림박물관              | 1990년 5월 21일 지정                                                                       |      |
| 1023호   |      | 청자 음각‘상약국’명 운룡문 합 (靑磁 陰刻‘尙藥局’銘 雲龍文 盒) (Celadon Lidded Bowl with Incised Cloud and Dragon Design and Inscription of "Sangyakguk (Bureau of Medicine)")           | 서울 용산구 서빙고로 137, 국립중앙박물관 (용산동6가)                        | 국립중앙박물관          | 1990년 5월 21일 지정                                                                       |      |
| 1024호   |      | 청자 양각연화당초 상감운학문 완 (靑磁 陰刻蓮花唐草 象嵌雲鶴文 碗) (Celadon Bowl with Lotus and Scroll Design in Relief and Inlaid Cloud and Crane Design)                               | 경기 용인시 처인구 포곡읍 에버랜드로562번길 38, 호암미술관 (가실리)         | 호암미술관              | 1990년 5월 21일 지정                                                                       |      |
| 1025호   |      | 청자 복숭아모양 연적 (靑磁 桃形 硯滴) (Celadon Peach-shaped Water Dropper) | 서울 용산구 이태원로55길 60-16, 삼성미술관 리움 (한남동)                    | 삼성미술관 리움         | 1990년 5월 21일 지정                                                                       |      |
| 1026호   |      | 청자 양각도철문 방형 향로 (靑磁 陽刻饕餮文 方形 香爐) (Celadon Square Incense Burner with Goblin Design in Relief)                                                                      | 경기 용인시 처인구 포곡읍 에버랜드로562번길 38, 호암미술관 (가실리)         | 호암미술관              | 1990년 5월 21일 지정                                                                       |      |
| 1027호   |      | 청자 구룡형뚜껑 향로 (靑磁 龜龍形蓋 香爐) (Celadon Incense Burner with Lid in the Shape of a Turtle-dragon)                                                                             | 서울 용산구 이태원로55길 60-16, 삼성미술관 리움 (한남동)                    | 삼성미술관 리움         | 1990년 5월 21일 지정                                                                       |      |
| 1028호   |      | 청자 음각연화당초문 항아리 (靑磁 陰刻蓮花唐草文 壺) (Celadon Jar with Incised Lotus and Scroll Design)                                                                                  | 서울 용산구 이태원로55길 60-16, 삼성미술관 리움 (한남동)                    | 삼성미술관 리움         | 1990년 5월 21일 지정                                                                       |      |
| 1029호   |      | 청자 상감모란문 주전자 (靑磁 象嵌牡丹文 注子) (Celadon Ewer with Inlaid Peony Design)                                                                                                   | 서울 용산구 이태원로55길 60-16, 삼성미술관 리움 (한남동)                    | 호암미술관              | 1990년 5월 21일 지정                                                                       |      |
| 1030호   |      | 청자 상감운학문 화분 (靑磁 象嵌雲鶴文 花盆) (Celadon Flowerpot with Inlaid Cloud and Crane Design)                                                                                      | 경기 용인시 처인구 포곡읍 에버랜드로562번길 38 (가실리)                     | 호암미술관              | 1990년 5월 21일 지정                                                                       |      |
| 1031호   |      | 청자 양각연지어문 화형 접시 (靑磁 陽刻蓮池魚文 花形 楪匙) (Celadon Flower-shaped Dish with Lotus Pond and Fish Design in Relief)                                                        | 서울 용산구 이태원로55길 60-16, 삼성미술관 리움 (한남동)                    | 삼성미술관 리움         | 1990년 5월 21일 지정                                                                       |      |
| 1032호   |      | 청자 음각연화당초 상감국화문 완 (靑磁 陰刻蓮花唐草 象嵌菊花文 碗) (Celadon Bowl with Incised Lotus and Scroll Design and Inlaid Chrysanthemum Design)                                   | 경기 용인시 처인구 포곡읍 에버랜드로562번길 38, 호암미술관 (가실리)         | 호암미술관              | 1990년 5월 21일 지정                                                                       |      |
| 1033호   |      | 청자 상감운학국화문 표주박모양 주전자 및 승반 (靑磁 象嵌雲鶴菊花文 瓢形 注子 및 承盤) (Celadon Gourd-shaped Ewer and Saucer with Inlaid Cloud, Crane, and Chrysanthemum Design)         | 서울 서초구                                                                 | 이헌                    | 1990년 5월 21일 지정                                                                       |      |
| 1034호   |      | 청자 상감연판문 매병 (靑磁 象嵌蓮瓣文 梅甁) (Celadon Prunus Vase with Inlaid Lotus Design)                                                                                              | 서울 서초구                                                                 | 이헌                    | 1990년 5월 21일 지정                                                                       |      |
| 1035호   |      | 청자 음각운문 병 (靑磁 陰刻雲文 甁) (Celadon Bottle with Incised Cloud Design) | 서울 용산구 이태원로55길 60-16, 삼성미술관 리움 (한남동)                    | 삼성미술관 리움         | 1990년 5월 21일 지정                                                                       |      |
| 1036호   |      | 청자 상감앵무문 표주박모양 주전자 (靑磁 象嵌鸚鵡文 瓢形 注子) (Celadon Gourd-shaped Ewer with Inlaid Parrot Design)                                                                     | 서울 용산구 이태원로55길 60-16, 삼성미술관 리움 (한남동)                    | 삼성미술관 리움         | 1990년 5월 21일 지정                                                                       |      |
| 1037호   |      | 청자 음각국화당초문 완 (靑磁 陰刻菊花唐草文 盌) (Celadon Bowl with Incised Chrysanthemum and Scroll Design)                                                                             | 서울 용산구 이태원로55길 60-16, 삼성미술관 리움 (한남동)                    | 삼성미술관 리움         | 1990년 5월 21일 지정                                                                       |      |
| 1038호   |      | 청자 철채양각연판문 병 (靑磁 鐵彩陽刻蓮瓣文 甁) (Celadon Bottle with Lotus Design in Relief and Underglaze Iron)                                                                        | 서울 용산구 이태원로55길 60-16, 삼성미술관 리움 (한남동)                    | 삼성미술관 리움         | 1990년 5월 21일 지정                                                                       |      |
| 1039호   |      | 청자 상감모란문 발우 및 접시 (靑磁 象嵌牡丹文 鉢盂 및 楪匙) (Celadon Bowls and Dish with Inlaid Peony Design)                                                                           | 서울 용산구 이태원로55길 60-16, 삼성미술관 리움 (한남동)                    | 삼성미술관 리움         | 1990년 5월 21일 지정                                                                       |      |
| 1040호   |      | 구례화엄사화엄석경 (求禮華嚴寺華嚴石經) (Stone Avatamsaka Sutra (The Flower Garland Sutra) of Hwaeomsa Temple, Gurye)                                                                   | 전남 구례군 마산면 화엄사로 539, 화엄사 (황전리)                            | 화엄사                  | 1990년 5월 21일 지정                                                                       |      |
| 1041호   |      | 통도사영산전팔상도 (通度寺靈山殿八相圖) (Buddhist Painting in Yeongsanjeon Hall of Tongdosa Temple (The Eight Great Events))                                                            | 경남 양산시 하북면 통도사로 108, 통도사성보박물관 (지산리)                  | 통도사성보박물관        | 1990년 9월 20일 지정                                                                       |      |
| 1042호   |      | 통도사대광명전삼신불도 (通度寺大光明殿三身佛圖) (Buddhist Painting in Daegwangmyeongjeon Hall of Tongdosa Temple (Buddha Triad))                                                        | 경남 양산시 하북면 통도사로 108, 통도사성보박물관 (지산리)                  | 통도사성보박물관        | 1990년 9월 20일 지정                                                                       |      |
| 1043호   |      | 순천 송광사 십육조사진영 (順天 松廣寺 十六祖師眞影) (Portrait of Sixteen Buddhist Monks in Songgwangsa Temple, Suncheon)                                                                | 전남 순천시 송광면 송광사안길 100, 송광사 (신평리)                          | 송광사                  | 1990년 9월 20일 지정                                                                       |      |
| 1044호   |      | 순천 선암사 대각국사 의천 진영 (順天 仙巖寺 大覺國師 義天 眞影) (Portrait of State Preceptor Daegak in Seonamsa Temple, Suncheon)                                                       | 전남 순천시 승주읍 죽학리 802 선암사                                        | 선암사                  | 1990년 9월 20일 지정                                                                       |      |
| 1045호   |      | 신해생갑회지도 (辛亥生甲會之圖) (Sinhaesaeng gaphoejido (Gathering of Elders of the Same Age))                                                                                          | 서울 용산구 서빙고로 137, 국립중앙박물관 (용산동6가)                        | 국립중앙박물관          | 1990년 9월 20일 지정                                                                       |      |
| 1046호   |      | 화개현구장도 (花開縣舊莊圖) (Hwagaehyeon gujangdo (Old House of Hwagae-hyeon)) | 서울 용산구 서빙고로 137, 국립중앙박물관 (용산동6가)                        | 국립중앙박물관          | 1990년 9월 20일 지정                                                                       |      |
| 1047호   |      | 금동대세지보살좌상 (金銅大勢至菩薩坐像) (Gilt-bronze Seated Mahasthamaprapta Bodhisattva)                                                                                               | 서울 관악구 남부순환로152길 53, 호림박물관 (신림동,호림박물관)              | 호림박물관              | 1990년 9월 20일 지정                                                                       |      |
| 1048호   |      | 지장시왕도 (地藏十王圖) (Painting of Ksitigarbha Bodhisattva and Ten Underworld Kings)                                                                                                  | 서울 관악구 남부순환로152길 53, 호림박물관 (신림동,호림박물관)              | 호림박물관              | 1990년 9월 20일 지정                                                                       |      |
| 1049호   |      | 대불정여래밀인수증료의제보살만행수능엄경(언해) 권6 (大佛頂如來密因修證了義諸菩薩萬行首楞嚴經(諺解) 卷六) (Shurangama Sutra (The Sutra of the Heroic One), Korean Translation, Volume 6) | 충북 단양군 영춘면 구인사길 73, 대한불교천태종 구인사 (백자리)              | 대한불교천태종 구인사   | 1990년 9월 20일 지정                                                                       |      |
| 1050호   |      | 불설아미타경(언해) (佛說阿彌陀經(諺解)) (Amitabha Buddha Sutra, Korean Translation) | 충북 단양군 바우뫼로7길 111 (우면동)                                        | 대한불교천태종 구인사   | 1990년 9월 20일 지정                                                                       |      |
| 1051-1호 |      | 분류두공부시(언해) 권13 (分類杜工部詩(諺解) 卷十三) (Poems by Du Fu, Korean Translation, Volume 13)                                                                                     | 경기 용인시 기흥구 상갈로 6, 경기도박물관 (상갈동)                          | 경기도박물관            | 1990년 9월 20일 지정                                                                       |      |
| 1051-2호 |      | 분류두공부시(언해) 권11~12 (分類杜工部詩(諺解) 卷十一~十二) (Poems by Du Fu, Korean Translation, Volumes 11 and 12)                                                                     | 대구 달서구 달구벌대로 1095, 동산도서관 (신당동,계명대학교성서캠퍼스)       | 계명대학교 동산도서관   | 2001년 8월 3일 지정                                                                        |      |
| 1051-3호 |      | 분류두공부시(언해) 권21 (分類杜工部詩(諺解) 卷二十一) (Poems by Du Fu, Korean Translation, Volume 21)                                                                                   | 충북 청주시 흥덕구 직지대로 713, 청주고인쇄박물관 (운천동,청주고인쇄박물관) | 청주고인쇄박물관        | 2004년 5월 7일 지정                                                                        |      |
| 1051-4호 |      | 분류두공부시(언해)권17~19 (分類杜工部詩(諺解)卷十七~十九) (Poems by Du Fu, Korean Translation, Volumes 17-19)                                                                           | 경기 성남시 토지박물관                                                      | 한국토지공사 토지박물관 | 2011년 11월 1일 지정                                                                       |      |
| 1051-5호 |      | 분류두공부시(언해) 권11 (分類杜工部詩(諺解)卷十一) | 서울 동대문구                                                               | 세종대왕기념사업회      | 2020년 12월 22일 지정                                                                      |      |
| 1052호   |      | 천태사교의 (天台四敎儀) (Cheontae sagyoui (Essentials of the Four Stages of Teaching in Tientai))                                                                                       | 경기 용인시 기흥구 상갈로 6, 경기도박물관 (상갈동)                          | 경기도박물관            | 1990년 9월 20일 지정                                                                       |      |
| 1053호   |      | 진언권공(언해) (眞言勸供(諺解)) (Jineon gwongong (Buddhist Rituals), Korean Translation)                                                                                                | 경기 용인시 기흥구 상갈로 6, 경기도박물관 (상갈동)                          | 경기도박물관            | 1990년 9월 20일 지정                                                                       |      |

### 1991년 지정
| 번호     | 사진 | 명칭 | 소재지                                                                          | 관리자 (단체)                  | 지정일                                                               | 참조 |
| 569-21호 |      | 안중근의사유묵 - 욕보동양선개정계시과실기추회하급 (安重根義士遺墨 - 欲保東洋先改政界時過失機追悔何及) (Calligraphy by An Jung-geun)                                                      | 경기 용인시 수지구 죽전로 152, 석주선기념박물관                                 | 단국대학교석주선기념박물관     | 1991년 7월 12일 지정                                                 |      |
| 1054호   |      | 백자 병 (白磁 甁) (White Porcelain Bottle) | 서울 용산구 서빙고로 137, 국립중앙박물관 (용산동6가)                            | 국립중앙박물관                 | 1991년 1월 25일 지정                                                 |      |
| 1055호   |      | 백자 태항아리 (白磁 胎壺) (White Porcelain Placenta Jars) | 서울 관악구 남부순환로152길 53, 호림박물관 (신림동,호림박물관)                  | 호림박물관                     | 1991년 1월 25일 지정                                                 |      |
| 1056호   |      | 백자 청화철화삼산뇌문 산뢰 (白磁 靑畵鐵畵三山雷文 山罍) (White Porcelain Jar with Mountains and Lightening Design in Underglaze Cobalt Blue and Iron)                                    | 서울 용산구 이태원로55길 60-16, 삼성미술관 리움 (한남동)                        | 삼성미술관 리움                | 1991년 1월 25일 지정                                                 |      |
| 1057호   |      | 백자 청화 '망우대‘명 초충문 접시 (白磁 靑畵 ‘忘憂臺‘銘 草蟲文 楪匙) (White Porcelain Dish with Grass and Insect Design and Inscription of “Mangudae” in Underglaze Cobalt Blue)          | 서울 용산구 이태원로55길 60-16, 삼성미술관 리움 (한남동)                        | 삼성미술관 리움                | 1991년 1월 25일 지정                                                 |      |
| 1058호   |      | 백자 청화칠보난초문 병 (白磁 靑畵七寶蘭草文 甁) (White Porcelain Bottle with Auspicious-character and Orchid Design in Underglaze Cobalt Blue)                                           | 서울 용산구 서빙고로 137, 국립중앙박물관 (용산동6가)                            | 국립중앙박물관                 | 1991년 1월 25일 지정                                                 |      |
| 1059호   |      | 백자 청화초화문 필통 (白磁 靑畵草花文 筆筒) (White Porcelain Brush Container with Floral Design in Underglaze Cobalt Blue)                                                               | 서울 용산구 이태원로55길 60-16, 삼성미술관 리움 (한남동)                        | 삼성미술관 리움                | 1991년 1월 25일 지정                                                 |      |
| 1060호   |      | 백자 철화끈무늬 병 (白磁 鐵畵垂紐文 甁) (White Porcelain Bottle with String Design in Underglaze Iron)                                                                                   | 서울 용산구 서빙고로 137, 국립중앙박물관 (용산동6가)                            | 국립중앙박물관                 | 1991년 1월 25일 지정                                                 |      |
| 1061호   |      | 백자 철채 뿔잔 (白磁 鐵彩 角杯) (White Porcelain Horn Cup with Coloring in Underglaze Iron)                                                                                              | 서울 용산구 서빙고로 137, 국립중앙박물관 (용산동6가)                            | 국립중앙박물관                 | 1991년 1월 25일 지정                                                 |      |
| 1062호   |      | 분청사기 철화당초문 장군 (粉靑沙器 鐵畵唐草文 獐本) (Buncheong Barrel-shaped Vessel with Scroll Design in Underglaze Iron)                                                               | 서울 관악구 남부순환로152길 53, 호림박물관 (신림동,호림박물관)                  | 호림박물관                     | 1991년 1월 25일 지정                                                 |      |
| 1063호   |      | 백자 청화매월십장생문 팔각접시 (白磁 靑畵梅月十長生文 八角楪匙) (White Porcelain Octagonal Dish with Plum, Moon, and Ten Symbols of Longevity Design in Underglaze Cobalt Blue)          | 서울 서초구                                                                     | 이헌                           | 1991년 1월 25일 지정                                                 |      |
| 1064호   |      | 백자 청화운룡문 항아리 (白磁 靑畵雲龍文 立壺) (White Porcelain Jar with Cloud and Dragon Design in Underglaze Cobalt Blue)                                                               | 서울 용산구 이태원로55길 60-16, 삼성미술관 리움 (한남동)                        | 삼성미술관 리움                | 1991년 1월 25일 지정                                                 |      |
| 1065호   |      | 백자 태항아리 및 태지석 (白磁 胎壺 및 胎誌石) (White Porcelain Placenta Jars and Stone Placenta Tablet)                                                                                  | 경기 용인시 처인구 용인대학로 134, 수장고 (삼가동)                              | 용인대학교                     | 1991년 1월 25일 지정                                                 |      |
| 1066호   |      | 백자 청화화조문 팔각통형 병 (白磁 靑畵花鳥文 八角筒形 甁) (White Porcelain Octagonal Bottle with Flower and Bird Design in Underglaze Cobalt Blue)                                       | 서울 용산구 이태원로55길 60-16, 삼성미술관 리움 (한남동)                        | 삼성미술관 리움                | 1990년 5월 21일 지정                                                 |      |
| 1067호   |      | 분청사기 상감연화당초문 병 (粉靑沙器 象嵌蓮花唐草文 甁) (Buncheong Bottle with Inlaid Lotus and Scroll Design)                                                                           | 서울 용산구 서빙고로 137, 국립중앙박물관 (용산동6가)                            | 국립중앙박물관                 | 1991년 1월 25일 지정                                                 |      |
| 1068호   |      | 분청사기 상감모란당초문 유개항아리 (粉靑沙器 象嵌牡丹唐草文 有蓋壺) (Buncheong Lidded Jar with Inlaid Peony and Scroll Design)                                                           | 서울 관악구 남부순환로152길 53, 호림박물관 (신림동,호림박물관)                  | 호림박물관                     | 1991년 1월 25일 지정                                                 |      |
| 1069호   |      | 분청사기 음각수조문 편병 (粉靑沙器 陰刻樹鳥文 扁甁) (Buncheong Flat Bottle with Incised Tree and Bird Design)                                                                            | 서울 용산구 이태원로55길 60-16, 삼성미술관 리움 (한남동)                        | 삼성미술관 리움                | 1991년 1월 25일 지정                                                 |      |
| 1070호   |      | 분청사기 박지모란문 장군 (粉靑沙器 剝地牡丹文 獐本) (Buncheong Barrel-shaped Vessel with Sgraffito Peony Design)                                                                         | 서울 용산구 이태원로55길 60-16, 삼성미술관 리움 (한남동)                        | 삼성미술관 리움                | 1991년 1월 25일 지정                                                 |      |
| 1071호   |      | 청자 유개항아리 (靑磁 有蓋壺) (Celadon Lidded Jar) | 서울 관악구 남부순환로152길 53, 호림박물관 (신림동,호림박물관)                  | 호림박물관                     | 1991년 1월 25일 지정                                                 |      |
| 1072호   |      | 초조본불설우바새오계상경 (初雕本佛說優婆塞五戒相經) (Bulseol ubasaeo gyesanggyeong, the First Tripitaka Koreana Edition)                                                                 | 서울 관악구 남부순환로152길 53, 호림박물관 (신림동,호림박물관)                  | 호림박물관                     | 1991년 7월 12일 지정                                                 |      |
| 1073호   |      | 초조본 아비담팔건도론 권24 (初雕本 阿毗曇八揵度論 卷二十四) (Abhidharma jnanaprasthana Sastra, the First Tripitaka Koreana Edition, Volume 24)                                           | 서울 관악구 남부순환로152길 53, 호림박물관 (신림동,호림박물관)                  | 호림박물관                     | 1991년 7월 12일 지정                                                 |      |
| 1074호   |      | 초조본 아비달마식신족론 권13 (初雕本 阿毗達磨識身足論 卷十三) (Abhidharma vijnana kaya pada Sastra (Discourse on Consciousness Body), the First Tripitaka Koreana Edition, Volume 13)    | 서울 관악구 남부순환로152길 53, 호림박물관 (신림동,호림박물관)                  | 호림박물관                     | 1991년 7월 12일 지정                                                 |      |
| 1075호   |      | 초조본 아비담비파사론 권16 (初雕本 阿毗曇毗婆沙論 卷十六) (Abhidharma vibhasa Sastra (Explanatory of the Abhidharma), the First Tripitaka Koreana Edition, Volume 16)                    | 서울 관악구 남부순환로152길 53, 호림박물관 (신림동,호림박물관)                  | 호림박물관                     | 1991년 7월 12일 지정                                                 |      |
| 1076호   |      | 김천리개국원종공신록권 (金天理開國原從攻臣錄卷) (Certificate of Meritorious Subject Issued to Kim Cheon-ri)                                                                              | 서울 종로구 성균관로 41, 성균관대학교박물관 (명륜3가)                           | 성균관대학교박물관             | 1991년 7월 12일 지정                                                 |      |
| 1077-1호 |      | 근사록 권1~3, 9~14 (近思錄 卷一~三, 九~十四) (Geunsarok (Reflections on Things at Hand), Volumes 1-3 and 9-14)                                                                           | 서울 용산구 청파로47길 100, 숙명여대박물관 (청파동2가)                          | 숙명여자대학교박물관           | 1991년 7월 12일 지정                                                 |      |
| 1078호   |      | 한호 필적 - 한석봉증유여장서첩 (韓濩 筆蹟 - 韓石峯贈柳汝章書帖) (Calligraphy by Han Ho)                                                                                                  | 경남 진주시 남강로 626-35, 국립진주박물관 (남성동,진주성)                       | 국립중앙박물관                 | 1991년 7월 12일 지정                                                 |      |
| 1079호   |      | 홍무예제 (洪武禮制) (Hongmu yeje (Rituals from the Hongwu Reign)) | 서울 용산구 서빙고로 137, 국립중앙박물관 (용산동6가)                            | 국립중앙박물관                 | 1991년 7월 12일 지정                                                 |      |
| 1080호   |      | 대방광원각략소주경 권상 (大方廣圓覺略疏註經 卷上) (Annotated Mahavaipulya purnabudha Sutra (The Complete Enlightenment Sutra), Volume 1)                                                 | 서울 용산구 서빙고로 137, 국립중앙박물관 (용산동6가)                            | 국립중앙박물관                 | 1991년 7월 12일 지정                                                 |      |
| 1081호   |      | 묘법연화경 (妙法蓮華經) (Saddharmapundarika Sutra (The Lotus Sutra)) | 서울 용산구 서빙고로 137, 국립중앙박물관 (용산동6가)                            | 국립중앙박물관                 | 1991년 7월 12일 지정                                                 |      |
| 1082호   |      | 금강반야바라밀경 (金剛般若波羅蜜經) (Vajracchedika prajnaparamita Sutra (The Diamond Sutra))                                                                                             | 서울 용산구 서빙고로 137, 국립중앙박물관 (용산동6가)                            | 국립중앙박물관                 | 1991년 7월 12일 지정                                                 |      |
| 1083호   |      | 대방광불화엄경 정원본 권20 (大方廣佛華嚴經 貞元本 卷二十) (Avatamsaka Sutra (The Flower Garland Sutra), Zhenyuan Version, Volume 20)                                                     | 서울 용산구 서빙고로 137, 국립중앙박물관 (용산동6가)                            | 국립중앙박물관                 | 1991년 7월 12일 지정                                                 |      |
| 1084호   |      | 안중근의사유묵 (安重根義士遺墨) | 서울 용산구 한남동 산8 단국대학교박물관                                         | 단국대학교                     | 1991년 7월 12일 지정, 2000년 2월 15일 해제, 보물 제569-21호로 재지정 |      |
| 1085-1호 |      | 동의보감 (東醫寶鑑) (Dongui bogam (Principles and Practice of Eastern Medicine)) | 서울 서초구                                                                     | 국립중앙도서관                 | 1991년 9월 30일 지정, 2015년 6월 22일 해제, 국보 제319-1호로 승격    |      |
| 1085-2호 |      | 동의보감 (東醫寶鑑) (Dongui bogam (Principles and Practice of Eastern Medicine)) | 경기 성남시 분당구 하오개로 323, 한국학중앙연구원 (운중동)                      | 한국학중앙연구원               | 2008년 8월 28일 지정, 2015년 6월 22일 해제, 국보 제319-2호로 승격    |      |
| 1085-3호 |      | 동의보감 (東醫寶鑑) (Dongui bogam (Principles and Practice of Eastern Medicine)) | 서울 관악구 관악로 1,103호 동 서울대학교 규장각한국학연구원 (신림동,서울대학교) | 서울대학교 규장각 한국학연구원 | 2008년 8월 28일 지정, 2015년 6월 22일 해제, 국보 제319-3호로 승격    |      |
| 1086호   |      | 벽역신방 (辟疫神方) (Byeogyeok sinbang (Prescriptions to Prevent Epidemics)) | 서울 관악구 관악로 1,103호 동 서울대학교 규장각한국학연구원 (신림동,서울대학교) | 서울대학교 규장각 한국학연구원 | 1991년 9월 30일 지정                                                 |      |
| 1087호   |      | 신찬벽온방 (新纂辟瘟方) (Sinchan byeogonbang (Prescriptions to Prevent Epidemics)) | 서울 서울전역                                                                   | 서울대학교, 허준박물관         | 1991년 9월 30일 지정                                                 |      |
| 1087-1호 |      | 신찬벽온방 (新纂辟瘟方) (Sinchan byeogonbang (Prescriptions to Prevent Epidemics)) | 서울 관악구 관악로 1 103동 서울대학교 규장각한국학연구원                        | 서울대학교 규장각 한국학연구원 | 1991년 9월 30일 지정                                                 |      |
| 1088-1호 |      | 언해태산집요 (諺解胎産集要) (Eonhae taesan jibyo (Book of Obstetrics, Korean Translation))                                                                                               | 서울 서초구 반포대로 201 (반포동, 국립중앙도서관)                               | 국립중앙도서관                 | 1991년 10월 4일 지정                                                 |      |
| 1088-2호 |      | 언해태산집요 (諺解胎産集要) (Eonhae taesan jibyo (Book of Obstetrics, Korean Translation))                                                                                               | 충북 음성군 대소면 대풍산단로 78, 한독의약박물관                                | 한독의약박물관                 | 1991년 12월 16일 지정                                                |      |
| 1089호   |      | 동인지문오칠 권7~9 (東人之文 五七 卷七~九) (Donginjimun ochil (Collected Poems of the Goryeo Dynasty), Volumes 7-9)                                                                      | 서울 종로구                                                                     | 김종규                         | 1991년 9월 30일 지정                                                 |      |
| 1090-1호 |      | 권근 응제시주 (權近 應制詩註) (Gwon Geun Eungjesiju (Annotated Poems by Gwon Geun)) | 서울 종로구                                                                     | 김＊＊＊                       | 1991년 10월 4일 지정                                                 |      |
| 1090-2호 |      | 권근 응제시주 (權近 應制詩註) (Gwon Geun Eungjesiju (Annotated Poems by Gwon Geun)) | 경남 진주시                                                                     | 하택선                         | 2005년 7월 5일 지정                                                  |      |
| 1091-1호 |      | 제왕운기 (帝王韻紀) (Jewang ungi (Songs of Emperors and Kings)) | 서울 종로구 서울 종로구 평창동 416-11                                           | 김종규                         | 1991년 9월 30일 지정                                                 |      |
| 1091-2호 |      | 제왕운기 (帝王韻紀) (Jewang ungi (Songs of Emperors and Kings)) | 강원 원주시                                                                     | (주)한솔제지                   | 2011년 11월 1일 지정                                                 |      |
| 1092호   |      | 불설장수멸죄호제동자다라니경 (佛說長壽滅罪護諸童子陀羅尼經) (Bulseol jangsu myeoljoe hojedongja daranigyeong)                                                                            | 서울 종로구                                                                     | 김종규                         | 1991년 9월 30일 지정                                                 |      |
| 1093호   |      | 불과환오선사벽암록 (佛果圜悟禪師碧巖錄) (Bulgwa Hwanoseonsa byeogamnok (The Blue Cliff Record))                                                                                          | 서울 종로구 평창44길 14 (평창동)                                                | 김종규                         | 1991년 9월 30일 지정                                                 |      |
| 1094호   |      | 인천안목 (人天眼目) (Incheon anmok (Vision of Five Supreme Patriarchs)) | 서울 종로구                                                                     | 김종규                         | 1991년 9월 30일 지정                                                 |      |
| 1095호   |      | 화성 봉림사 목조아미타불좌상복장전적일괄 (華城 鳳林寺 木造阿彌陀佛坐像腹藏典籍一括) (Excavated Documents from the Wooden Seated Amitabha Buddha of Bongnimsa Temple, Hwaseong)           | 경기 화성시 용주로 136, 용주사 (송산동)                                         | 용주사                         | 1991년 9월 30일 지정                                                 |      |
| 1096호   |      | 오희문 쇄미록 (吳希文 瑣尾錄) (Swaemirok (Diary) by O Hui-mun) | 경남 진주시 남강로 626-35, 국립진주박물관 (남성동,진주성)                       | 국립진주박물관                 | 1991년 9월 30일 지정                                                 |      |
| 1097호   |      | 염제신초상 (廉悌臣 肖像) (Portrait of Yeom Je-sin) | 서울 용산구 서빙고로 137, 국립중앙박물관 (용산동6가)                            | 국립중앙박물관                 | 1991년 9월 30일 지정                                                 |      |
| 1098호   |      | 감지은니미륵삼부경 (紺紙銀泥彌勒三部經) (Transcription of Mireuk sambugyeong (Three Principal Scriptures of the Maitreya Sutra) in Silver on Indigo Paper)                               | 서울 관악구 남부순환로152길 53, 호림박물관 (신림동,호림박물관)                  | 호림박물관                     | 1991년 12월 16일 지정                                                |      |
| 1099호   |      | 감지금니미륵하생경 (紺紙金泥彌勒下生經) (Transcription of Mireuk hasaenggyeong (The Maitreya Sutra) in Gold on Indigo Paper)                                                             | 서울 관악구 남부순환로152길 53, 호림박물관 (신림동,호림박물관)                  | 호림박물관                     | 1991년 12월 16일 지정                                                |      |
| 1100호   |      | 상지은니불설보우경 권2 (橡紙銀泥佛說寶雨經 卷二) (Transcription of Bulseol bougyeong (The Sutra of Precious Rain) in Silver on Oak Paper, Volume 2)                                      | 서울 관악구 남부순환로152길 53, 호림박물관 (신림동,호림박물관)                  | 호림박물관                     | 1991년 12월 16일 지정                                                |      |
| 1101호   |      | 상지은니대반야바라밀다경 권305 (橡紙銀泥大般若波羅蜜多經 卷三百五) (Transcription of Maha prajnaparamita Sutra (Perfection of Transcendental Wisdom) in Silver on Oak Paper, Volume 305) | 서울 관악구 남부순환로152길 53, 호림박물관 (신림동,호림박물관)                  | 호림박물관                     | 1991년 12월 16일 지정                                                |      |
| 1102호   |      | 상지은니대지도론 권28 (橡紙銀泥大智度論 卷二十八) (Transcription of Maha prajnaparamita Sastra (Perfection of Wisdom) in Silver on Oak Paper, Volume 28)                                 | 서울 관악구 남부순환로152길 53, 호림박물관 (신림동,호림박물관)                  | 호림박물관                     | 1991년 12월 16일 지정                                                |      |
| 1103호   |      | 감지은니대방광불화엄경 진본 권13 (紺紙銀泥大方廣佛華嚴經 晋本 卷十三) (Transcription of Avatamsaka Sutra (The Flower Garland Sutra), Jin Version, in Silver on Indigo Paper, Volume 13)  | 서울 관악구 남부순환로152길 53, 호림박물관 (신림동,호림박물관)                  | 호림박물관                     | 1991년 12월 16일 지정                                                |      |
| 1104호   |      | 지장보살본원경 (地藏菩薩本願經) (Ksitigarbha pranidhana Sutra (Great Vows of Ksitigarbha Bodhisattva))                                                                                   | 서울 관악구 남부순환로152길 53, 호림박물관 (신림동,호림박물관)                  | 호림박물관                     | 1991년 12월 16일 지정                                                |      |
| 1105호   |      | 수륙무차평등재의촬요 (水陸無遮平等齋儀撮要) (Suryuk mucha pyeongdeung jaeui chwaryo (Ritual Text for the Water and Land Ceremony))                                                       | 서울 관악구 남부순환로152길 53, 호림박물관 (신림동,호림박물관)                  | 호림박물관                     | 1991년 12월 16일 지정                                                |      |
| 1106호   |      | 대방광불화엄경소 권84, 100, 117 (大方廣佛華嚴經疏 卷八十四, 百, 百十七) (Commentary on the Avatamsaka Sutra (The Flower Garland Sutra), Volumes 84, 100, and 117)                        | 서울 관악구 남부순환로152길 53, 호림박물관 (신림동,호림박물관)                  | 호림박물관                     | 1991년 12월 16일 지정                                                |      |
| 1107호   |      | 묘법연화경 권5~7 (妙法蓮華經 卷五~七) (Saddharmapundarika Sutra (The Lotus Sutra), Volumes 5-7)                                                                                          | 서울 관악구 남부순환로152길 53, 호림박물관 (신림동,호림박물관)                  | 호림박물관                     | 1991년 12월 16일 지정                                                |      |
| 1108호   |      | 불정심다라니경 (佛頂心陀羅尼經) (Nilakantha dharani (The Great Compassion Mantra)) | 서울 관악구 남부순환로152길 53, 호림박물관 (신림동,호림박물관)                  | 호림박물관                     | 1991년 9월 30일 지정                                                 |      |
| 1109호   |      | 임고서원 전적 (臨皐書院 典籍) (Books of Imgoseowon Confucian Academy) | 경북 영천시 문외동 25 영천시립도서관                                            | 영천시립도서관                 | 1991년 12월 16일 지정                                                |      |
| 1110-1호 |      | 정몽주 초상 (鄭夢周 肖像) (Portrait of Jeong Mong-ju) | 경북 경주시 일정로 118(국립경주박물관)                                          | 국립경주박물관                 | 1991년 12월 16일 지정                                                |      |
| 1110-2호 |      | 정몽주 초상 (鄭夢周 肖像) (Portrait of Jeong Mong-ju) | 경기 용인시 경기도 박물관                                                       | 경기도박물관                   | 2011년 12월 23일 지정                                                |      |
| 1111호   |      | 찬도방론맥결집성 권1, 3 (纂圖方論脈訣集成 卷一, 三) (Chando bangnon maekgyeol jipseong (Collection of Essays and Charts on Taking Pulses for Diagnoses), Volumes 1 and 3)                | 충북 음성군 대소면 대풍산단로 78, 한독의약박물관 (대풍리)                       | 한독의약박물관                 | 1991년 12월 16일 지정                                                |      |

### 1992년 지정
| 번호     | 사진 | 명칭 | 소재지                                                     | 관리자 (단체)     | 지정일                                          | 참조 |
| 1112호   |      | 산청 대원사 다층석탑 (山淸 大源寺 多層石塔) (Multi-story Stone Pagoda of Daewonsa Temple, Sancheong)                                                                                      | 경남 산청군 삼장면 유포리 1                                | 대원사            | 1992년 1월 15일 지정, 2010년 12월 27일 명칭변경 |      |
| 1113호   |      | 산청 내원사 삼층석탑 (山淸 內院寺 三層石塔) (Three-story Stone Pagoda of Naewonsa Temple, Sancheong)                                                                                      | 경남 산청군 삼장면 대하내원로 256, 내원사 (대포리)         | 내원사            | 1992년 1월 15일 지정, 2010년 12월 27일 명칭변경 |      |
| 1114호   |      | 산청 대포리 삼층석탑 (山淸 大浦里 三層石塔) (Three-story Stone Pagoda in Daepo-ri, Sancheong)                                                                                             | 경남 산청군 삼장면 대포리 573                              | 산청군            | 1992년 1월 15일 지정, 2010년 12월 27일 명칭변경 |      |
| 1115호   |      | 보성 봉천리 오층석탑 (寶城 鳳川里 五層石塔) (Five-story Stone Pagoda in Bongcheon-ri, Boseong)                                                                                            | 전남 보성군 복내면 봉천리 767-1                            | 보성군            | 1992년 1월 15일 지정, 2010년 12월 27일 명칭변경 |      |
| 1116호   |      | 화순 유마사 해련탑 (和順 維摩寺 海蓮塔) (Stupa of Buddhist Monk Haeryeon at Yumasa Temple, Hwasun)                                                                                        | 전남 화순군 남면 유마리 400                                | 유마사            | 1992년 1월 15일 지정, 2010년 12월 27일 명칭변경 |      |
| 1117호   |      | 순천 선암사 대각암 승탑 (順天 仙巖寺 大覺庵 僧塔) (Stupa at Daegagam Hermitage of Seonamsa Temple, Suncheon)                                                                              | 전남 순천시 승주읍 죽학리 산48-1                           | 선암사            | 1992년 1월 15일 지정, 2010년 12월 27일 명칭변경 |      |
| 1118호   |      | 영암 성풍사지 오층석탑 (靈巖 聖風寺址 五層石塔) (Five-story Stone Pagoda at Seongpungsa Temple Site, Yeongam)                                                                             | 전남 영암군 영암읍 용흥리 533-1                            | 영암군            | 1992년 1월 15일 지정, 2010년 12월 27일 명칭변경 |      |
| 1119호   |      | 창경궁 팔각칠층석탑 (昌慶宮 八角七層石塔) (Octagonal Seven-story Stone Pagoda of Changgyeonggung Palace)                                                                                  | 서울 종로구 창경궁로 185, 창경궁 (와룡동)                  | 창경궁            | 1992년 1월 15일 지정                            |      |
| 1120호   |      | 양산 신흥사 대광전 (梁山 新興寺 大光殿) (Daegwangjeon Hall of Sinheungsa Temple, Yangsan)                                                                                                 | 경남 양산시 원동면 원동로 2282-111, 신흥사 (영포리)        | 신흥사            | 1992년 1월 15일 지정                            |      |
| 1121호   |      | 성주 금봉리 석조비로자나불좌상 (星州 金鳳里 石造毘盧遮那佛坐像) (Stone Seated Vairocana Buddha in Geumbong-ri, Seongju)                                                                   | 경북 성주군 가천면 금봉1길 67 (금봉리)                     | 성주군            | 1992년 1월 15일 지정, 2010년 8월 25일 명칭 변경 |      |
| 1122호   |      | 구미 황상동 마애여래입상 (龜尾 凰顙洞 磨崖如來立像) (Rock-carved Standing Buddha in Hwangsang-dong, Gumi)                                                                                 | 경북 구미시 옥계2공단로 91-26 (황상동)                     | 구미시            | 1992년 1월 15일 지정                            |      |
| 1123호   |      | 남원 개령암지 마애불상군 (南原 開嶺庵址 磨崖佛像群) (Rock-carved Buddhas at Gaeryeongam Hermitage Site, Namwon)                                                                           | 전북 남원시 산내면 덕동리 산215                            | 남원시            | 1992년 1월 15일 지정, 2010년 8월 25일 명칭 변경 |      |
| 1124호   |      | 대방광불화엄경소 권30 (大方廣佛華嚴經疏 卷三十) (Commentary on the Avatamsaka Sutra (The Flower Garland Sutra), Volume 30)                                                                | 서울 용산구 서빙고로 137, 국립중앙박물관 (용산동6가)       | 국립중앙박물관    | 1992년 4월 20일 지정                            |      |
| 1125호   |      | 불설대보부모은중경 (佛說大報父母恩重經) (Bulseol daebo bumo eunjunggyeong (Sakyamuni's Teaching on Parental Love))                                                                        | 서울 용산구 서빙고로 137, 국립중앙박물관 (용산동6가)       | 국립중앙박물관    | 1992년 4월 20일 지정                            |      |
| 1126호   |      | 대방광불화엄경보현행원품별행소 (大方廣佛華嚴經普賢行願品別行疏) (Commentary on the Avatamsaka Sutra (The Flower Garland Sutra))                                                           | 서울 용산구 서빙고로 137, 국립중앙박물관 (용산동6가)       | 국립중앙박물관    | 1992년 4월 20일 지정                            |      |
| 1127호   |      | 천노해 금강반야바라밀경 (川老解 金剛般若波羅蜜經) (Vajracchedika prajnaparamita Sutra (The Diamond Sutra) with Commentaries by Cheon No-hae)                                              | 서울 용산구 서빙고로 137, 국립중앙박물관 (용산동6가)       | 국립중앙박물관    | 1992년 4월 20일 지정                            |      |
| 1128호   |      | 대방광불화엄경소 권21, 24 (大方廣佛華嚴經疏 卷二十一, 二十四) (Commentary on the Avatamsaka Sutra (The Flower Garland Sutra), Volumes 21 and 24)                                          | 경기 성남시 분당구 하오개로 323, 한국학중앙연구원 (운중동) | 한국학중앙연구원  | 1992년 4월 20일 지정                            |      |
| 1129호   |      | 대불정다라니 (大佛頂陀羅尼) (Dharani Sutra) | 경기 성남시 분당구 하오개로 323, 한국학중앙연구원 (운중동) | 한국학중앙연구원  | 1992년 4월 20일 지정                            |      |
| 1130호   |      | 약사유리광여래본원공덕경 (藥師瑠璃光如來本願功德經) (Bhaisajyaguru Sutra) | 경기 성남시 분당구 하오개로 323, 한국학중앙연구원 (운중동) | 한국학중앙연구원  | 1992년 4월 20일 지정                            |      |
| 1131호   |      | 범망경노사나불설보살심지계품 제10의하 (梵綱經盧舍那佛說菩薩心地戒品 第十之下) (Brahmajala Sutra (The Sutra of Brahma’s Net), Part 2 of Volume 10)                                         | 경기 성남시 분당구 하오개로 323, 한국학중앙연구원 (운중동) | 한국학중앙연구원  | 1992년 4월 20일 지정                            |      |
| 1132호   |      | 백운화상초록불조직지심체요절 (白雲和尙抄錄佛祖直指心體要節) (Baegun hwasang chorok buljo jikji simche yojeol (Anthology of Great Buddhist Priests’ Zen Teachings))                        | 경기 성남시 분당구 하오개로 323, 한국학중앙연구원 (운중동) | 한국학중앙연구원  | 1992년 4월 20일 지정                            |      |
| 1133호   |      | 원균 선무공신교서 (元均 宣武功臣敎書) (Royal Certificate of Meritorious Subject Issued to Won Gyun)                                                                                       | 경기 용인시 기흥구 상갈로 6, 경기도박물관 (상갈동)         | 경기도박물관      | 1992년 4월 20일 지정                            |      |
| 1134호   |      | 영암 도갑사 목조문수·보현동자상 (靈巖 道岬寺 木造文殊·普賢童子像) (Wooden Child Manjusri and Samantabhadra of Dogapsa Temple, Yeongam)                                                    | 전남 영암군 군서면 도갑사로 306, 도갑사 (도갑리)           | 도갑사            | 1992년 7월 28일 지정                            |      |
| 1135호   |      | 조온 사패왕지 (趙溫 賜牌王旨) (Royal Edict Awarding Land and Slaves to Jo On) | 경기 성남시 분당구 하오개로 323, 한국학중앙연구원 (운중동) | 한국학중앙연구원  | 1992년 7월 28일 지정                            |      |
| 1136-1호 |      | 입학도설 (入學圖說) (Iphak doseol (Diagrammatic Treatises for the Commencement of Learning))                                                                                              | 경기 성남시 하오개로 323 한국학중앙연구원                  | 한국학중앙연구원  | 1992년 7월 28일 지정                            |      |
| 1136-2호 |      | 입학도설 (入學圖說) (Iphak doseol (Diagrammatic Treatises for the Commencement of Learning))                                                                                              | 경북 구미시                                                | 노헌영            | 2011년 4월 29일 지정                            |      |
| 1137호   |      | 상지은니대방광불화엄경 정원본 권4 (橡紙銀泥大方廣佛華嚴經 貞元本 卷四) (Transcription of Avatamsaka Sutra (The Flower Garland Sutra), Zhenyuan Version, in Silver on Oak Paper, Volume 4) | 서울 용산구 서빙고로 137, 국립중앙박물관 (용산동6가)       | 국립중앙박물관    | 1992년 7월 28일 지정                            |      |
| 1138호   |      | 감지금니 묘법연화경 권7 (紺紙金泥妙法蓮華經 卷七) (Transcription of Saddharmapundarika Sutra (The Lotus Sutra) in Gold on Indigo Paper, Volume 7)                                         | 서울 용산구 서빙고로 137, 국립중앙박물관 (용산동6가)       | 국립중앙박물관    | 1992년 7월 28일 지정                            |      |
| 1139호   |      | 백지묵서 묘법연화경 권7 (白紙墨書 妙法蓮華經 卷七) (Transcription of Saddharmapundarika Sutra (The Lotus Sutra) in Ink on White Paper, Volume 7)                                          | 서울 용산구 서빙고로 137, 국립중앙박물관 (용산동6가)       | 국립중앙박물관    | 1992년 7월 28일 지정                            |      |
| 1140호   |      | 묘법연화경(언해) 권3 (妙法蓮華經(諺解) 卷三) (Saddharmapundarika Sutra (The Lotus Sutra), Korean Translation, Volume 3)                                                                   | 서울 용산구 서빙고로 137, 국립중앙박물관 (용산동6가)       | 국립중앙박물관    | 1992년 7월 28일 지정                            |      |
| 1141호   |      | 예천 한천사 금동 자물쇠 및 쇠북 (醴泉 寒天寺 金銅鎖金 및 金鼓) (Gilt-bronze Padlocks and Gong of Hancheonsa Temple, Yecheon)                                                              | 경북 김천시 대항면 북암길 89, 직지사 성보박물관 (운수리)   | 직지사 성보박물관 | 1992년 7월 28일 지정                            |      |
| 1142호   |      | 선문삼가염송집 권1 (禪門三家拈頌集 卷一) (Seonmun samga yeomsongjip (Book of Reciting of Zen Buddhism), Volume 1)                                                                         | 서울 서대문구 충정로9길 10-10, (재)아단문고 (충정로2가)    | (재)아단문고      | 1992년 12월 11일 지정                           |      |
| 1143호   |      | 상교정본 자비도량참법 권4~6 (詳校正本 慈悲道場懺法 卷四∼六) (Jabi doryang chambeop (Repentance Ritual of the Great Compassion), Revised Version, Volumes 4-6)                             | 서울 서대문구 충정로9길 10-10, (재)아단문고 (충정로2가)    | (재)아단문고      | 1992년 12월 11일 지정                           |      |
| 1144호   |      | 예념미타도량참법 권6~10 (禮念彌陀道場懺法 卷六∼十) (Yenyeom mita doryang chambeop (Contrition in the Name of Amitabha Buddha), Volumes 6-10)                                              | 경기 여주군 강천면 강문로 270-8 목아불교박물관             | 목아불교박물관    | 1992년 12월 11일 지정                           |      |
| 1145호   |      | 묘법연화경 권1 (妙法蓮華經 卷一) (Saddharmapundarika Sutra (The Lotus Sutra), Volume 1)                                                                                                   | 경기 여주군 강천면 강문로 270-8 목아불교박물관             | 목아불교박물관    | 1992년 12월 11일 지정                           |      |
| 1146호   |      | 대방광불화엄경 정원본 권24 (大方廣彿華嚴經 貞元本 卷二十四) (Avatamsaka Sutra (The Flower Garland Sutra), Zhenyuan Version, Volume 24)                                                    | 경기 여주군 강천면 강문로 270-8 목아불교박물관             | 목아불교박물관    | 1992년 12월 11일 지정                           |      |

### 1993년 지정
| 번호     | 사진 | 명칭 | 소재지                                                                      | 관리자 (단체)        | 지정일                                                                                   | 참조 |
| 1147-1호 |      | 묘법연화경 권3~4, 5~7 (妙法蓮華經 卷三∼四, 五∼七) (Saddharmapundarika Sutra (The Lotus Sutra), Volumes 3, 4 and 5-7)                                                                             | 서울 서대문구 충정로9길 10-10, (재)아단문고 (충정로2가)                     | (재)아단문고         | 1993년 1월 15일 지정                                                                     |      |
| 1148호   |      | 법집별행록절요병입사기 (法集別行錄節要幷入私記) (Beopjip byeolhaengnok jeoryo byeongipsagi (Excerpts from the Dharma Collection and Special Practice Record with Personal Notes))                | 경기 용인시 처인구 명지로 116, 박물관 (남동)                                | 명지대학교 박물관    | 1993년 1월 15일 지정                                                                     |      |
| 1149호   |      | 신간표제공자가어구해 (新刊標題孔子家語句解) (Singan pyoje gongja gaeo guhae (Sayings of Confucius with Commentaries))                                                                            | 경기 용인시 처인구 명지로 116, 박물관 (남동)                                | 명지대박물관         | 1993년 1월 15일 지정                                                                     |      |
| 1150호   |      | 안중근의사유묵 (安重根義士遺墨) | 서울 중구 남대문로5가 471 안중근의사기념관                                  | 안중근의사숭모회     | 1993년 1월 15일 지정, 2000년 2월 15일 해제, 보물 제569-22호, 보물 제569-23호로 번호 변경 |      |
| 1151호   |      | 청동 옻칠 발걸이 (靑銅黑漆壺鐙) (Lacquered Bronze Stirrups) | 경북 경주시 일정로 186, 국립경주박물관 (인왕동,국립경주박물관)              | 국립경주박물관       | 1993년 1월 15일 지정                                                                     |      |
| 1152호   |      | 경주 죽동리 청동기 일괄 (慶州 竹東里 靑銅器 一括) (Bronze Artifacts from Jukdong-ri, Gyeongju)                                                                                                   | 경북 경주시 일정로 186, 국립경주박물관 (인왕동,국립경주박물관)              | 국립경주박물관       | 1993년 1월 15일 지정                                                                     |      |
| 1153호   |      | 묘법연화경 권1~3 (妙法蓮華經 卷一~三) (Saddharmapundarika Sutra (The Lotus Sutra), Volumes 1-3)                                                                                                  | 강원 원주시                                                                 | (주)한솔제지         | 1993년 4월 27일 지정                                                                     |      |
| 1154호   |      | 대방광불화엄경 정원본 권31 (大方廣佛華嚴經 貞元本 卷三十一) (Avatamsaka Sutra (The Flower Garland Sutra), Zhenyuan Version, Volume 31)                                                           | 인천 연수구 청량로102번길 40-9, 가천박물관 (옥련동,가천박물관)              | 가천박물관           | 1993년 4월 27일 지정                                                                     |      |
| 1155호   |      | 재조본 경률이상 권1 (再雕本 經律異相 卷一) (Gyeongnyul isang, the Second Tripitaka Koreana Edition, Volume 1)                                                                                    | 인천 연수구 청량로102번길 40-9, 가천박물관 (옥련동,가천박물관)              | 가천박물관           | 1993년 4월 27일 지정                                                                     |      |
| 1156호   |      | 재조본 경률이상 권8 (再雕本 經律異相 卷八) (Gyeongnyul isang, the Second Tripitaka Koreana Edition, Volume 8)                                                                                    | 서울 용산구 서빙고로 137, 국립중앙박물관 (용산동6가)                        | 국립중앙박물관       | 1993년 4월 27일 지정                                                                     |      |
| 1157-1호 |      | 성리대전서절요 (性理大全書節要) (Seongni daejeon seo jeoryo (Essentials of the Great Collection of Neo-Confucianism))                                                                            | 서울 용산구 서빙고로 137, 국립중앙박물관 (용산동6가)                        | 국립중앙박물관       | 1993년 4월 27일 지정                                                                     |      |
| 1157-2호 |      | 성리대전서절요 (性理大全書節要) (Seongni daejeon seo jeoryo (Essentials of the Great Collection of Neo-Confucianism))                                                                            | 충북 청주시 흥덕구 직지대로 713, 청주고인쇄박물관 (운천동,청주고인쇄박물관) | 청주고인쇄박물관     | 2004년 5월 7일 지정                                                                      |      |
| 1158호   |      | 고금운회거요 권27~30 (古今韻會擧要 卷二十七~三十) (Gogeum unhoe geoyo (Condensed Version of Ancient and Modern Collection of Rhymes), Volumes 27-30)                                             | 서울 용산구 서빙고로 137, 국립중앙박물관 (용산동6가)                        | 국립중앙박물관       | 1993년 4월 27일 지정                                                                     |      |
| 1159호   |      | 음주전문춘추괄례시말좌전구독직해 권62~70 (音註全文春秋括例始末左傳句讀直解 卷六十二~七十) (Eumju jeonmun chunchu gwallye simal jwajeon gudok jikhae (Zuozhuan with Commentaries), Volumes 62-70) | 서울 용산구 서빙고로 137, 국립중앙박물관 (용산동6가)                        | 국립중앙박물관       | 1993년 4월 27일 지정                                                                     |      |
| 1160호   |      | 진충귀개국원종공신녹권 (陳忠貴開國原從功臣錄券) (Certificate of Meritorious Subject Issued to Jin Chung-gwi)                                                                                     | 서울 용산구 서빙고로 137, 국립중앙박물관 (용산동6가)                        | 국립중앙박물관       | 1993년 6월 15일 지정                                                                     |      |
| 1161호   |      | 진충귀 고신왕지 (陳忠貴告身王旨) (Royal Edict of Appointment Issued to Jin Chung-gwi) | 서울 용산구 서빙고로 137, 국립중앙박물관 (용산동6가)                        | 국립중앙박물관       | 1993년 6월 15일 지정                                                                     |      |
| 1162호   |      | 묘법연화경삼매참법 권하 (妙法蓮華經三昧懺法 卷下) (Saddharmapundarika Samadhi (Meditation on the Lotus Stura), Volume 2)                                                                         | 충북 단양군 영춘면 구인사길 73 (백자리, 구인사)                             | 구인사               | 1993년 6월 15일 지정                                                                     |      |
| 1163호   |      | 선종영가집(언해) 권하 (禪宗永嘉集(諺解) 卷下) (Seonjong yeonggajip (Essence of Zen Buddhism), Korean Translation, Volume 2)                                                                      | 서울 종로구 효자로 12, 국립고궁박물관 (세종로,국립고궁박물관)               | 국립고궁박물관       | 1993년 6월 15일 지정                                                                     |      |
| 1164-1호 |      | 묘법연화경 권3~4 (妙法蓮華經 卷三~四) (Saddharmapundarika Sutra (The Lotus Sutra), Volumes 3 and 4)                                                                                              | 서울 서초구 바우뫼로 7길 111 (관문사)                                       | 관문사               | 1993년 6월 15일 지정                                                                     |      |
| 1165호   |      | 예념미타도량참법 권3~4, 7~8 (禮念彌陀道場懺法 卷三~四, 七~八) (Yenyeom mita doryang chambeop (Contrition in the Name of Amitabha Buddha), Volumes 3, 4, 7, and 8)                                | 대전 대덕구 대청로 (신탄진동)                                               | 신흥선원             | 1993년 6월 15일 지정                                                                     |      |
| 1166호   |      | 여주 출토 동종 (驪州 出土 銅鍾) (Bronze Bell Excavated from Yeoju) | 서울 용산구 서빙고로 137, 국립중앙박물관 (용산동6가)                        | 국립중앙박물관       | 1993년 9월 10일 지정                                                                     |      |
| 1167호   |      | 청주 운천동 출토 동종 (淸州 雲泉洞 出土 銅鍾) (Bronze Bell Excavated from Uncheon-dong, Cheongju)                                                                                                | 충북 청주시 상당구 명암로 143, 국립청주박물관 (명암동,국립청주박물관)       | 국립청주박물관       | 1993년 9월 10일 지정                                                                     |      |
| 1168호   |      | 청자 상감매죽학문 매병 (靑磁 象嵌梅竹鶴文 梅甁) (Celadon Prunus Vase with Inlaid Plum, Bamboo, and Crane Design)                                                                                 | 서울 용산구 서빙고로 137, 국립중앙박물관 (용산동6가)                        | 국립중앙박물관       | 1993년 9월 10일 지정                                                                     |      |
| 1169호   |      | 백자 태항아리 및 태지석 (白磁 胎壺 및 胎誌石) (White Porcelain Placenta Jars and Stone Placenta Tablet)                                                                                          | 서울 관악구 남부순환로152길 53, 호림박물관 (신림동,호림박물관)              | 호림박물관           | 1993년 9월 10일 지정                                                                     |      |
| 1170호   |      | 상교정본자비도량참법 권1~3 (詳校正本慈悲道場懺法 卷一~三) (Jabi doryang chambeop (Repentance Ritual of the Great Compassion), Revised Version, Volumes 1-3)                                      | 서울 관악구 남부순환로152길 53, 호림박물관 (신림동,호림박물관)              | 호림박물관           | 1993년 9월 10일 지정, 2019년 1월 3일 변경, 보물 제875-2호로 재지정                       |      |
| 1171호   |      | 대방광원각략소주경 권하의2 (大方廣圓覺略疏注經 卷下之二) (Annotated Mahavaipulya purnabudha Sutra (The Complete Enlightenment Sutra), Part 2 of Volume 2)                                        | 서울 관악구 남부순환로152길 53, 호림박물관 (신림동,호림박물관)              | 호림박물관           | 1993년 9월 10일 지정                                                                     |      |
| 1172호   |      | 몽산화상법어략록(언해) (蒙山和尙法語略錄(諺解)) (Mongsanhwasang beobeo yangnok (Sermons of Buddhist Monk Mongsan with Commentaries in Korean))                                                   | 서울 관악구 남부순환로152길 53, 호림박물관 (신림동,호림박물관)              | 호림박물관           | 1993년 9월 10일 지정, 2017년3월 8일 변경, 보물 제767-3호로 변경                          |      |
| 1173호   |      | 남은유서분재기부남재왕지 (南誾遺書分財記附南在王旨) | 경기 용인시                                                                 | 의령남씨문충공파종중 | 1993년 9월 10일 지정, 2010년 8월 25일 해제, 원본이 아닌 후대에 전사된 것임               |      |
| 1174-1호 |      | 이중로정사공신교서 및 초상 - 이중로정사공신교서 (李重老靖社功臣敎書 및 肖像 - 李重老靖社功臣敎書) (Royal Certificate of Meritorious Subject Issued to Yi Jung-ro and Portrait of Yi Jung-ro)     | 경기 용인시 기흥구 상갈로 6, 경기도박물관 (상갈동)                          | 경기도박물관         | 1993년 11월 5일 지정                                                                     |      |
| 1175호   |      | 심대 호성공신교서 (沈岱 扈聖功臣敎書) (Royal Certificate of Meritorious Subject Issued to Sim Dae)                                                                                               | 경기 용인시 기흥구 상갈로 6, 경기도박물관 (상갈동)                          | 경기도박물관         | 1993년 11월 5일 지정                                                                     |      |
| 1176호   |      | 유수 초상 (柳綏 肖像) (Portrait of Yu Su) | 경기 용인시 기흥구 상갈로 6, 경기도박물관 (상갈동)                          | 경기도박물관         | 1993년 11월 5일 지정                                                                     |      |
| 1177호   |      | 오명항초상 및 양무공신교서 (吳命恒肖像 및 揚武功臣敎書) (Portrait of O Myeong-hang and Royal Certificate of Meritorious Subject Issued to O Myeong-hang)                                         | 경기 용인시 기흥구 상갈로 6, 경기도박물관 (상갈동)                          | 경기도박물관         | 1993년 11월 5일 지정                                                                     |      |
| 1178호   |      | 향약제생집성방 권6 (鄕藥濟生集成方 卷六) (Hyangyak jesaeng jipseongbang (Collection of Native Prescriptions for Saving Lives), Volume 6)                                                         | 인천 연수구 청량로102번길 40-9, 가천박물관 (옥련동,가천박물관)              | 가천박물관           | 1993년 11월 5일 지정                                                                     |      |
| 1179호   |      | 태산요록 (胎産要錄) (Taesan yorok (Book of Obstetrics)) | 인천 연수구 청량로102번길 40-9, 가천박물관 (옥련동,가천박물관)              | 가천박물관           | 1993년 11월 5일 지정                                                                     |      |
| 1180호   |      | 신응경 (神應經) (Sineunggyeong (Book of Acupuncture)) | 인천 연수구 청량로102번길 40-9, 가천박물관 (옥련동,가천박물관)              | 가천박물관           | 1993년 11월 5일 지정                                                                     |      |
| 1181호   |      | 태인고현동향약 (泰仁古縣洞鄕約) (Village Code of Gohyeon-dong, Taein) | 전북 정읍시                                                                 | 고현향약회중         | 1993년 11월 5일 지정                                                                     |      |
| 1182호   |      | 인제 백담사 목조아미타여래좌상 및 복장유물 (麟蹄 百潭寺 木造阿彌陀如來坐像 및 腹藏遺物) (Wooden Seated Amitabha Buddha and Excavated Relics of Baekdamsa Temple, Inje)                           | 강원 인제군 북면 백담로 746, 백담사 (용대리)                                | 백담사               | 1993년 11월 5일 지정                                                                     |      |
| 1183호   |      | 해남 미황사 응진당 (海南 美黃寺 應眞堂) (Eungjindang Hall of Mihwangsa Temple, Haenam) | 전남 해남군 송지면 미황사길 164, 미황사 (서정리)                            | 미황사               | 1993년 11월 19일 지정                                                                    |      |
| 1184호   |      | 순천 선암사 북 승탑 (順天 仙巖寺 北 僧塔) (North Stupa of Seonamsa Temple, Suncheon) | 전남 순천시 승주읍 선암사길 450, 선암사 (죽학리)                            | 선암사               | 1993년 11월 19일 지정, 2010년 12월 27일 명칭변경                                         |      |
| 1185호   |      | 순천 선암사 동 승탑 (順天 仙巖寺 東 僧塔) (East Stupa of Seonamsa Temple, Suncheon) | 전남 순천시 승주읍 선암사길 450, 선암사 (죽학리)                            | 선암사               | 1993년 11월 19일 지정, 2010년 12월 27일 명칭변경                                         |      |
| 1186호   |      | (전)구미 강락사지 삼층석탑 (傳 龜尾 江洛寺址 三層石塔) (Three-story Stone Pagoda from Gangnaksa Temple Site, Gumi (Presumed))                                                                    | 경북 김천시 대항면 북암길 89, 직지사 (운수리)                               | 직지사               | 1993년 11월 19일 지정, 2010년 12월 27일 명칭변경                                         |      |
| 1187호   |      | 제주 불탑사 오층석탑 (濟州 佛塔寺 五層石塔) (Five-story Stone Pagoda of Bultapsa Temple, Jeju)                                                                                                   | 제주 제주시 원당로16길 41 (삼양일동)                                        | 불탑사               | 1993년 11월 19일 지정, 2010년 12월 27일 명칭변경                                         |      |
| 1188호   |      | 경주 남산 천룡사지 삼층석탑 (慶州 南山 天龍寺址 三層石塔) (Three-story Stone Pagoda at Cheollyongsa Temple Site in Namsan Mountain, Gyeongju)                                                    | 경북 경주시 내남면 용장리 875-2                                             | 경주시               | 1993년 12월 29일 지정, 2010년 12월 27일 명칭변경                                         |      |

### 1994년 지정
| 번호     | 사진 | 명칭 | 소재지                                                             | 관리자 (단체)                   | 지정일                                         | 참조 |
| 1189-1호 |      | 박문수초상 (朴文秀 肖像) (Portrait of Bak Mun-su) | 충남 천안시 동남구 천안대로 429-13, 천안박물관 (삼룡동,천안박물관) | 천안박물관                      | 1994년 1월 5일 지정                            |      |
| 1190호   |      | 오자치 초상 (吳自治 肖像) (Portrait of O Ja-chi) | 서울 종로구 효자로 12, 국립고궁박물관 (세종로,국립고궁박물관)      | 국립고궁박물관                  | 1994년 1월 5일 지정, 2014년 7월 2일 명칭 변경  |      |
| 1191호   |      | 초조본 대방광불화엄경 주본 권30 (初雕本 大方廣佛華嚴經 周本 卷三十) (Avatamsaka Sutra (The Flower Garland Sutra), Zhou Version, the First Tripitaka Koreana Edition, Volume 30)                       | 강원 원주시                                                        | (주)한솔제지                    | 1994년 1월 5일 지정                            |      |
| 1192호   |      | 대방광불화엄경 진본 권38 (大方廣佛華嚴經 晋本 卷三十八) (Avatamsaka Sutra (The Flower Garland Sutra), Jin Version, Volume 38)                                                                         | 강원 원주시                                                        | (주)한솔제지                    | 1994년 1월 5일 지정                            |      |
| 1193호   |      | 상교정본자비도량참법 권1~5 (詳校正本慈悲道場懺法 卷一~五) (Jabi doryang chambeop (Repentance Ritual of the Great Compassion), Revised Version, Volumes 1-5)                                           | 강원 원주시                                                        | (주)한솔제지                    | 1994년 1월 5일 지정                            |      |
| 1194호   |      | 묘법연화경 권2 (妙法連華經 卷二) (Saddharmapundarika Sutra (The Lotus Sutra), Volume 2) | 경남 양산시 하북면 통도사로 108, 통도사성보박물관 (지산리)         | 통도사성보박물관                | 1994년 1월 5일 지정                            |      |
| 1195호   |      | 대불정여래밀인수증료의제보살만행수능엄경 권9~10 (大佛頂如來密因修證了義諸菩薩萬行首楞嚴經 卷九~十) (Shurangama Sutra (The Sutra of the Heroic One), Volumes 9 and 10)                                 | 경남 양산시 하북면 통도사로 108, 통도사 성보박물관 (지산리)        | 통도사성보박물관                | 1994년 1월 5일 지정                            |      |
| 1196호   |      | 묘법연화경 (妙法連華經) (Saddharmapundarika Sutra (The Lotus Sutra)) | 경남 양산시 하북면 통도사로 108, 통도사성보박물관 (지산리)         | 통도사성보박물관                | 1994년 1월 5일 지정                            |      |
| 1197호   |      | 기묘제현수필 (己卯諸賢手筆) (Gimyo jehyeon supil (Album of Poems and Essays Compiled by An Cheo-sun))                                                                                                 | 경기 성남시 분당구 하오개로 323, 한국학중앙연구원 (운중동)         | 안태웅                          | 1994년 5월 2일 지정                            |      |
| 1198호   |      | 기묘제현수첩 (己卯諸賢手帖) (Gimyo jehyeon sucheop (Album of Letters Compiled by An Cheo-sun)) | 경기 성남시 분당구 하오개로 323, 한국학중앙연구원 (운중동)         | 안용섭                          | 1994년 5월 2일 지정                            |      |
| 1199호   |      | 유숙필 매화도 (劉淑筆 梅花圖) (Maehwado (Plum Blossoms) by Yu Suk) | 서울 용산구 이태원로55길 60-16, 삼성미술관 리움 (한남동)           | 삼성미술관 리움                 | 1994년 5월 2일 지정                            |      |
| 1200호   |      | 고창 선운사 동불암지 마애여래좌상 (高敞 禪雲寺 東佛庵址 磨崖如來坐像) (Rock-carved Seated Buddha at Dongburam Hermitage Site of Seonunsa Temple, Gochang)                                             | 전북 고창군 아산면 도솔길 294, 선운사 (삼인리)                     | 선운사                          | 1994년 5월 2일 지정, 2010년 8월 25일 명칭 변경 |      |
| 1201호   |      | 울진 불영사 대웅보전 (蔚珍 佛影寺 大雄寶殿) (Daeungbojeon Hall of Buryeongsa Temple, Uljin) | 경북 울진군 서면 불영사길 48, 불영사 (하원리)                      | 불영사                          | 1994년 5월 2일 지정                            |      |
| 1202호   |      | 이현보 종가 문적 (李賢輔 宗家 文籍) (Documents of Yi Hyeon-bo’s Family) | 경북 안동시 태사길 69-7 (옥정동)                                   | 이성원                          | 1994년 7월 29일 지정                           |      |
| 1203호   |      | 오운 종가 문적 (吳澐 宗家 文籍) (Documents of O Un’s Family) | 경북 고령군 쌍림면 송림2리                                         | 고창오씨죽유공파종중            | 1994년 7월 29일 지정                           |      |
| 1204호   |      | 의겸등필 수월관음도 (義謙等筆 水月觀音圖) (Painting of Avalokitesvara Bodhisattva by Buddhist Monk Uigyeom)                                                                                           | 서울 용산구 서빙고로 137 국립중앙박물관                            | 국립중앙박물관                  | 1994년 7월 29일 지정                           |      |
| 1205호   |      | 초조본 대방광불화엄경 주본 권67, 77 (初雕本 大方廣佛花嚴經 周本 卷六十七, 七十七) (Avatamsaka Sutra (The Flower Garland Sutra), Zhou Version, the First Tripitaka Koreana Edition, Volumes 67 and 77) | 인천 연수구 청량로102번길 40-9, 가천박물관 (옥련동,가천박물관)     | 가천박물관                      | 1994년 7월 29일 지정                           |      |
| 1206호   |      | 초조본 십주비바사론 권17 (初雕本 十住毗婆沙論 卷十七) (Dasabhumika vibhasa Sastra (Commentary on the Ten Stages Sutra), the First Tripitaka Koreana Edition, Volume 17)                               | 인천 연수구 청량로102번길 40-9, 가천박물관 (옥련동,가천박물관)     | 가천박물관                      | 1994년 7월 29일 지정                           |      |
| 1207호   |      | 산거사요 (山居四要) (Sangeosayo (Essential Knowledge for Mountain Life)) | 인천 연수구 청량로 102길 40-9 가천박물관                           | 가천박물관                      | 1994년 7월 29일 지정                           |      |
| 1208-1호 |      | 춘추경좌씨전구해 권60~70 (春秋經左氏傳句解 卷六十~七十) (Chunchugyeong jwassijeon guhae (Zuozhuan with Commentaries), Volumes 60-70)                                                                  | 인천 연수구 청량로102번길 40-9, 가천박물관 (옥련동,가천박물관)     | 가천박물관                      | 1994년 7월 29일 지정                           |      |
| 1209호   |      | 우주두율 (虞註杜律) (Ujuduyul (Du Fu's Poems Annotated by Yu Ji)) | 인천 연수구 청량로102번길 40-9, 가천박물관 (옥련동,가천박물관)     | 가천박물관                      | 1994년 7월 29일 지정                           |      |
| 1210호   |      | 청량산 괘불탱 (淸凉山 掛佛幀) (Buddhist Hanging Painting of Cheongnyangsan Mountain) | 서울 종로구 평창30길 24-0 (평창동)                                 | (재)가나문화재단                | 1994년 10월 17일 지정                          |      |
| 1211호   |      | 반야바라밀다심경약소 (般若波羅蜜多心經略疏) (Commentary on the Prajnaparamita hridaya Sutra (The Heart Sutra))                                                                                        | 경기 동두천시 평화로2910번길 406-65, 자재암 (상봉암동)             | 자재암                          | 1994년 10월 17일 지정                          |      |
| 1212호   |      | 이운룡 선무공신교서 및 관련 고문서 (李雲龍 宣武功臣敎書 및 關聯 古文書) (Royal Certificate of Meritorious Subject Issued to Yi Un-ryong and Related Documents)                                        | 경남 진주시 남강로 626-35 (남성동, 국립진주박물관)                 | 재령이씨지암종중 국립진주박물관 | 1994년 10월 17일 지정                          |      |

## 참고자료
- 문화재청 - 문화재 검색